# Lurenbläser

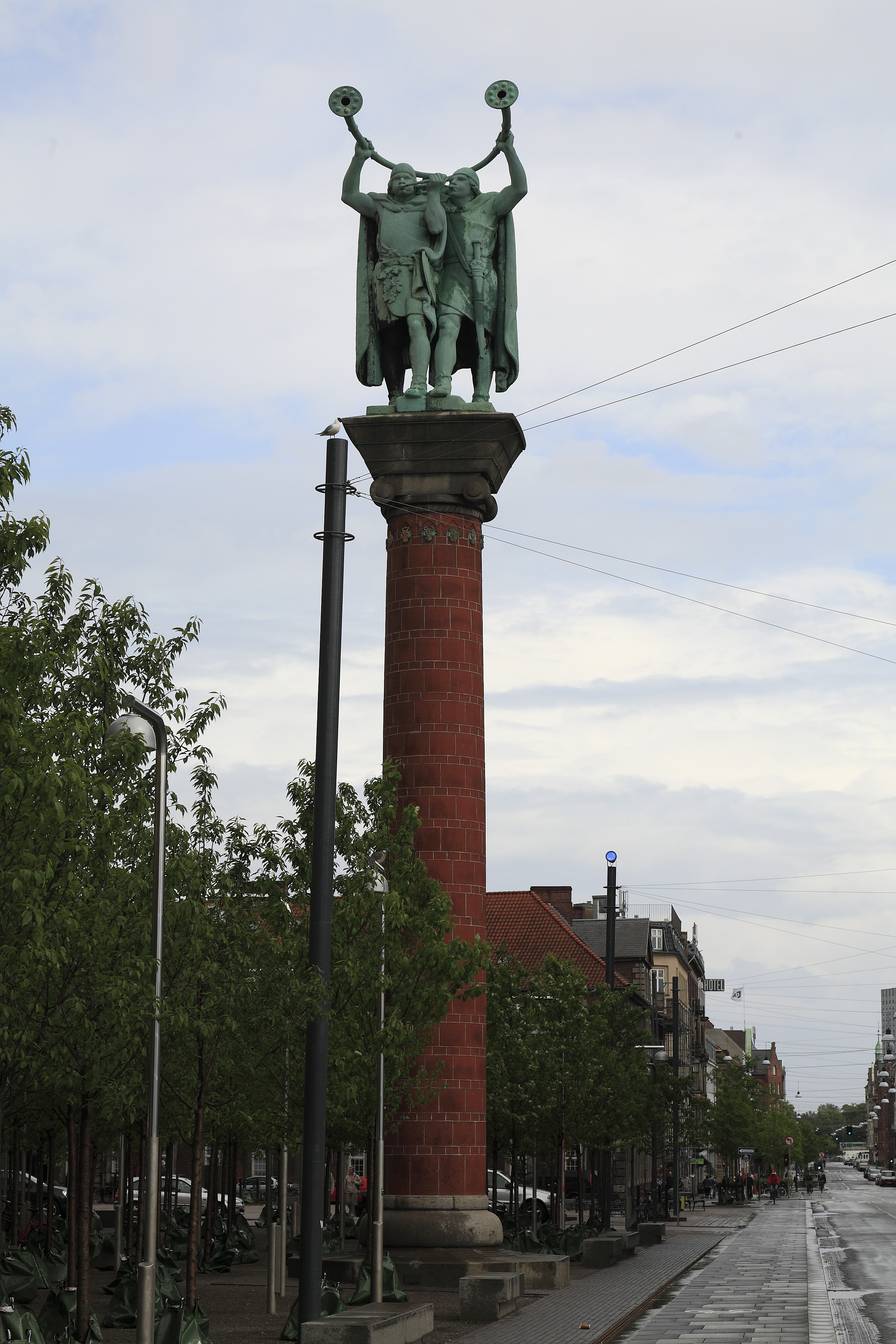
Lurenbläser

Die Lurenbläser (dänisch: Lurblæserne) sind ein Denkmal neben dem Rathaus in Kopenhagen. Es besteht aus einer Bronzeskulptur von zwei Lurespielern, die auf einer hohen Terrakotta-Säule montiert ist. Das Denkmal wurde der Stadt Kopenhagen von der Carlsberg-Stiftung und der Neue Carlsberg-Stiftung anlässlich des hundertsten Geburtstags des Carlsberg-Gründers Jacob Christian Jacobsen geschenkt.

## Geschichte

### Nyrops Modell von 1901
Lorenz Frølich schlug um 1890 zum ersten Mal ein Denkmal mit einem Lurenbläser auf dem neuen Rathausplatz vor. Martin Nyrop, der das neue Kopenhagener Rathaus entworfen hatte, griff die Idee auf und plante ursprünglich zwei Säulen, die den Eingang zum Rathausplatz von der Vesterbrogade aus flankieren sollten und auf deren Spitze jeweils eine Heimdallr-Figur mit einem Gjallarhorn stand.
Ein Modell der ersten Säule wurde 1901 vor dem Central Hotel aufgestellt. Es bestand aus einer von Nyrop entworfenen Holzsäule und einem Gipsmodell der Heimdallr-Figur von Anders Bundgaard. Die Idee wurde später verworfen.

### Carlsbergs Siegessäule in Aarhus 1909
Auf der dänischen Landesausstellung 1909 in Aarhus war Carlsberg sowohl mit einer Ausstellung in der Industriehalle als auch mit einer Siegessäule vertreten. Letztere griff die Idee einer Säule mit der Skulptur eines Lurenbläsers auf. Die Siegessäule wurde von Anton Rosen entworfen, dem leitenden Architekten der Ausstellung. Der Bau wurden aus weiß gestrichenem Holz errichtet. Nach der Ausstellung wurden er abgerissen.

### Endgültiges Denkmal
Die Carlsberg-Stiftung und die Neue Carlsberg-Stiftung beschlossen später, der Stadt Kopenhagen anlässlich des 100. Geburtstages von Jacob Christian Jacobsen am 2. September 1911 ein dauerhaftes Denkmal der Lurenbläser zu schenken. Das Projekt wurde auf den kleinen Platz neben dem Rathaus verlegt. Rosen entwarf die Säule, der Bildhauer Siegfried Wagner wurde mit der Gestaltung der Skulpturengruppe beauftragt. Eingeweiht wurde das Denkmal 1914.

## Beschreibung
Das Denkmal ist 20 Meter hoch. Die Skulptur an der Spitze der 12 m hohen Säule besteht aus zwei eng beieinander stehenden männlichen Figuren mit Umhang und Helm, die jeweils eine erhobene Lure halten. Der eine hat ein Schwert im Gürtel, der andere einen Eichenzweig. Die Kompaktheit der Komposition ist das Ergebnis einer späten Änderung des Entwurfs, denn ursprünglich war nur ein Lure vorgesehen. Die Entscheidung zur Änderung des Entwurfs beruhte auf der Tatsache, dass die Luren immer paarweise gestimmt werden. Die beiden Luren sind umgekehrt, wie bei den Luren von Brudevælte. Die Säule ist aus rotem Backstein und trägt die Inschrift „J.C. JACOBSEN-CARLSBERG 1811-2-SEPTEMBER-1911“. Am Fuß der Säule befindet sich eine runde Sitzbank.